# Parque nacional Zyuratkul
Parque nacional Zyuratkul (en ruso: Зюраткуль национальный парк) es un Parque nacional de Rusia, establecido en 1993 en la parte sur del Raion de Satkinsky  (Óblast de Cheliábinsk en los Urales). El parque se encuentra a unos 30 km al sur de Satka y 200 km al oeste de Cheliábinsk.
Las características notables del parque incluyen un lago —el Zyuratkul, un cuerpo de agua en las montañas de los Urales, a 754 m sobre el nivel del mar— y una serie de cadenas montañosas, entre ellas la cordillera de Zyuratkul (8 km de longitud, alcanzando los 1175 m en su punto más alto). Otra cordillera que se puede mencionar es la de Nurgush, que es el punto más alto de la región de Cheliábinsk a una altitud de 1406 m.